# Hyptis deminuta
Hyptis deminuta là một loài thực vật có hoa trong họ Hoa môi. Loài này được (Epling) Epling mô tả khoa học đầu tiên năm 1949.